# Pardal de bardissa siberià
El pardal de bardissa siberià (Prunella montanella) és un moixó de la família dels prunèl·lids (Prunellidae). Cria al nord de Sibèria, a les dues bandes dels Urals, cap a l'est fins a l'extrem nord oriental d'Àsia. D'hàbits migratoris, hiverna al sud-est asiàtic. Ocasionalment es presenta com a divagant a Europa occidental. El seu estat de conservació es considera de risc mínim.
Similar en grandària al pardal de bardissa, fa 13 - 14,5 cm de llargària. El dors és ratllat de color marró vermellós. Els adults tenen el capell marró-negre i les galtes també fosques, separades ambdues zones per una cella clara. Les part inferiors són de color grogós.
De la mateixa manera que altres espècies del gènere, té un bec insectívor, amb punta fina.

## Llistat de subespècies
Se n'han descrit dues subespècies de cercavores siberià:
- Prunella montanella badia Portenko 1929, que ocupa el nord-est de Sibèria.
- Prunella montanella montanella (Pallas) 1776, des dels Urals cap a l'est fins a la zona del Llac Baikal.